# Курбаниязов, Онгарбай
Онгарбай Курбаниязов — советский хозяйственный, государственный и политический деятель, Герой Социалистического Труда.

## Биография
Родился в 1928 году в Каракалпакской АО. Член КПСС.
С 1944 года — на хозяйственной, общественной и политической работе. В 1944—1989 гг. — сельский учитель, агроном, управляющий, секретарь парткома совхоза имени Свердлова Кунградского района, главный агроном совхоза имени Свердлова Ходжелийского района, директор совхоза имени Чапаева Кунградского района Каракалпакской АССР.
Указом Президиума Верховного Совета СССР от 26 февраля 1981 года присвоено звание Героя Социалистического Труда с вручением ордена Ленина и золотой медали «Серп и Молот».
Делегат XXV съезда КПСС.
Избирался депутатом Верховного Совета Узбекской ССР 9-го и 10-го созывов, Верховного Совета СССР 11-го созыва.
Умер после 1990 года.